# 愛群大酒店

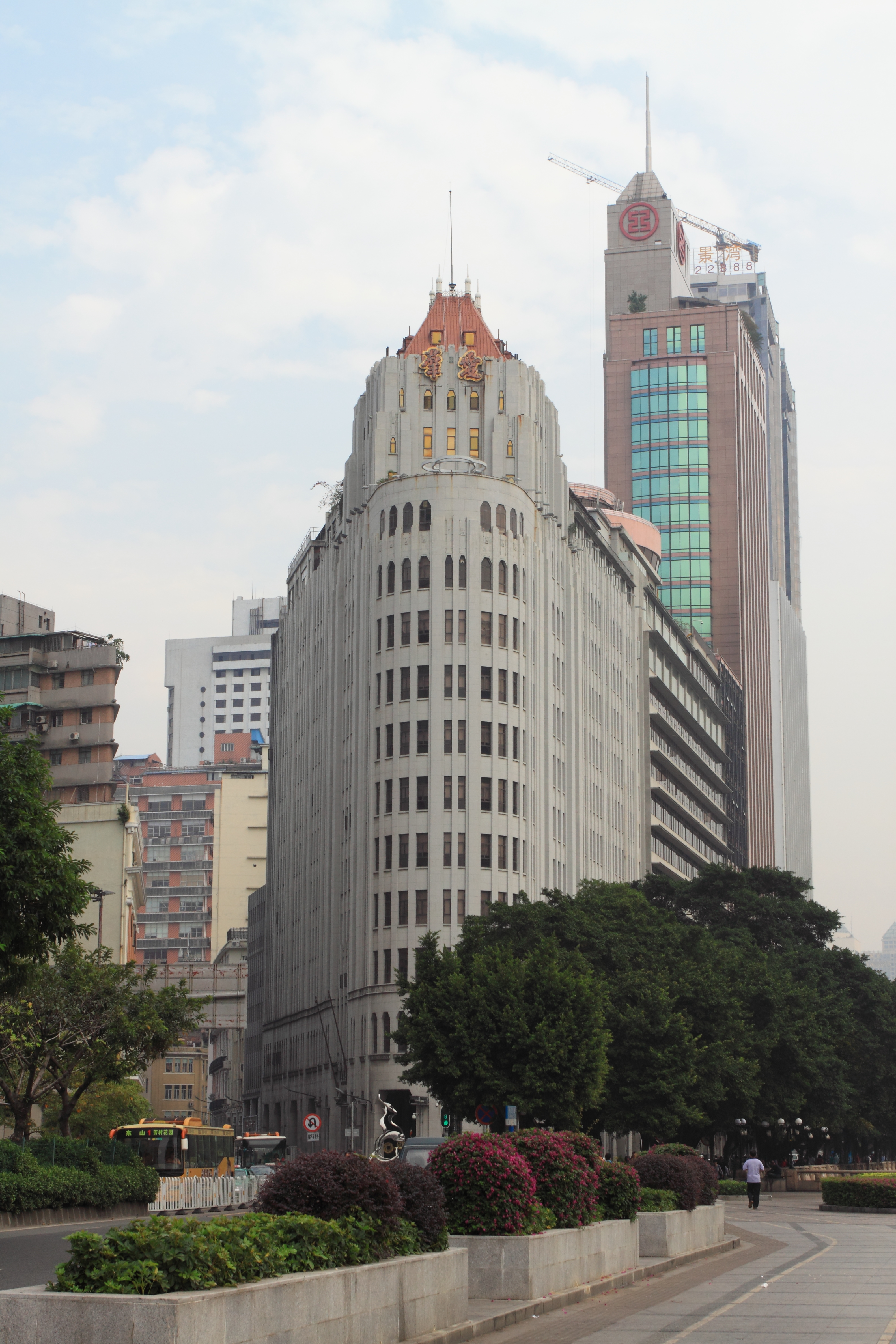
愛群大酒店

愛群大酒店（あいぐんだいしゅてん、英語: Oi Kwan Hotel）は広州市の老舗ホテルである。このホテルは元々、香港愛群生命保険が所有し、広州市初の鉄筋コンクリート造高層ビルである。1937年から1967年まで、愛群大酒店は広州市の最も高い建築だった。
愛群大酒店は1934年10月1日から工事を開始し、1937年4月に竣工し、同じ年の7月に開業した。李宗仁、于右任、孫科など、中国政財界多くの有名人はここに宿泊したことがある。